# Mala nuklearna RNK
Mala jedarna RNK (mjRNK), opšte poznata kao U-RNK, je klasa malih molekula RNK koji se nalaze unutar splajsnih pega i Kahalnih tela u jedrima eukariotskih ćelija. Prosečna dužina mjRNK je oko 150 nukleotida. Oni se transkribuju RNK polimerazom  ili RNK polimerazom , a istraživanja su pokazala da je njihova primarna funkcija u obradi preinformacione RNK (hjRNK) u jedru. Ovi molekuli isto tako pomažu u regulaciji faktora transkripcije (7SK RNK) ili RNK polimeraze II (B2 RNK), i održavanju telomera.
snRNK su uvek povezane s nizom specifičnih proteina, a kompleksi se nazivaju mali ribonukleoproteini (snRNP, sa čestim izgovarom „snrnp”). Svaka snRNP čestica se sastoji od nekoliko Sm proteina, u snRNK komponenti i snRNP-specifičnih proteina. Najčešći komponente snRNK ovih kompleksa su poznate, kao što su: U1 splajsozomna RNK, U2 splajsozomna RNK, U4 splajsozomna RNK, U5 splajsozomna RNK, i U6 splajsozomna RNK,
Njihova nomenklatura proizilazi iz visokog uridinskog sadržaja. Otkrivene su slučajno tokom gel elektroforeze 1966 godine. Neočekivani tip RNK je pronađen i istražen u tom gelu. Kasnija analiza je pokazala da su ove RNK bile visoko uridinirane i uspostavljene u jedru.
Velika grupa snRNP je poznata kao male jedarne RNK (snoRNK). To su mali RNK molekuli koji igraju ključnu ulogu u RNK biogenezi i vode hemijske modifikacije ribosomne RNK (rRNK) i drugih RNK gena (tRNK i snRNP). Nalaze se u jedarcima i Kahalnim telima eukariotskih ćelija (glavnim mestima sinteze RNK), koje se nazivaju  (mala RNK specifična za Kahalno telo).

## Klase snRNK
snRNK se često dele u dve klase, na osnovu opštih obeležja sekvence, kao i na asociranom proteinskom faktoru, kao što je RNK - vezanje LSm proteina.
Prva klasa, poznata kao Sm-klasa snRNK, mnogo šire je proučavana, a čine je: U1, U2, U4, U4atac, U5, U7, U11, i U12. Sm-klasa snRNK se transkribuje pomoću enzima polimeraze II. Pre-snRNK se transkribuju i dobijaju neobičnu 7-metilguanozinsku 5' kapu u jedru. U citoplazmu izlaze kroz jedarne pore za dalje procesovanje. U citoplazmi, snRNK biva 3’ skraćena čime se formiraju strukture matične petlje, i podleže hipermetilaciji 5' kape uz formiranje trimethilguanozina. Matične 3’ stem strukture su neophodne radi prepoznavanja sa proteinom preživljanja motonog neurona (SMN). Ovaj kompleks kompletira snRNK u stabilne ribonuleoproteine (RNP). Modifikovana 5’ kapa je onda neophodna za ulaz snRNP nazad u jedro. Sve ove uridinom bogate snRNK, izuzev U7, formiraju osnovu splajseozoma. Prerada ili otklanjanje introna, glavni je aspekt posttranskripcione modifikacije, i odvija se samo u jedru eukariota. Za U7 je nađeno da snRNK funkcioniše u histonskoj obradi pre-iRNK.
Druga klasa, poznata kao Lsm-klasa, sastoji se od U6 i U6atac. Lsm-klasa snRNK se trankribuje posredstvom RNK polimeraze  i nikad ne napušta jedro, za razliku od Sm-klase snRNK. Lsm-klasa snRNK molekula sadrži 5'-γ-monometilfosfatnu kapu i 3' matičnu petlju, a završava se pojasom uridina koji formira veze sa različitim heteroheptamernim prstenovim Lsm proteina.

## snRNK u splajsozomu
Splajsozomi su glavna komponenta u jednom integralnom koraku sazrevanja prekurzorske RNK kod eukariota. Greška čak i u jednom nukleotidu može da bude razorna za ćeliju, te je potreban pouzdan i ponovljiv način obrade RNK, kako bi se osigurao opstanak ćelije. Splajsozom je veliki kompleks protein i RNK, koji se sastoji od pet malih jedarnih RNK (U1, U2, U4, U5, i U6) i preko 150 proteina. snRNK zajedno sa asociranim proteinima formira ribonukleoproteinske komplekse (snRNP), koji se vezuju za specifične sekvence na pre-iRNK supstratu. Ovaj složeni proces rezultira u dve uzastopne reakcije transesterifikacije. Ove reakcije proizvode slobodne introne i spojaju parove eksona čime se formira maturisana iRNK. Postoje dve zasebne klase splajsozoma. Glavna klasa, koja je daleko zastupljenija u eukariotskim ćelijama, prvenstveno prerađuje U2-tip introna. Početni korak prerade je vezanje U1 snRNP i njegovih asociranih proteina za 5' splajsni kraj snRNK. Time se stvara izvršni kompleks koji će ograničiti hnRNK na splajsni put. Zatim, U2 snRNP se regrutuje na splajsozomnom mestu vezivanj i formira se kompleks A. U2 snRNK menja konformaciju hnRNA-snRNP kompleksa, otkrivajući nukleotide koji su podesni za splajsovanje. Nakon promene konformacije, U4/U5/U6 tri-snRNP kompleks se vezuje za kompleks A čime se formira struktura poznata kao kompleks B. Nakon preuređenja, formira se kompleks C, i splajsozom se aktivira za katalizu.
Pored ovog glavnog splajsozomnog kompleksa, postoji mnogo manje zastupljeni (~1%) manji splajsozom. Ovaj kompleks se sastoji od U11, U12, U4atac, U6atac i U5 snRNP. Ovi snRNP molekuli su funkcioni analozi snRNP molekula korištenih u glovnom splajsozomu. Manji splajsozomi splajsuje U-12 vrstu introna. Dve vrste introna se uglavnom razlikuju u lokacijama prerade: introni U2-tipa imaju GT-AG 5' i 3' spojna mesta, dok U12-tip introna ima AT-AC u njihovim 5' i 3' završecima. Manji splajsozom obavlja svoju funkciju koristeći drugačije puteve u odnosu na glavni splajsozom.

## U1 snRNK
U1 snRNP je inicijator splajsozomne aktivnosti u ćelijskom uparivanju baza sa hnRNA. U glavnom splajsozomu, prema eksperimentalnim podacima, U1 snRNP je prisutan u jednakim stehiometrijskim odnosima sa U2, U4, U5 i U6 snRNP. Međutim, količina U1 snRNP u ljudskim ćelijama je daleko veća nego drugih snRNP. Pomoću uklanjanja gena U1 snRNK u HeLa ćelijama, studije su pokazale da U1 snRNK ima veliki značaj za ćelijsko funkcionisanje. Kada su U1 snRNK geni nokautirani, genomski mikročipovi su pokazali povećanu akumulaciju neprerađene pre-mRNK. Osim toga, nokaut je pokazao da uzrokuje prerano razlaganje i poliadenilaciju, prvenstveno u intronima koji se nalaze u blizini početka transkripta. Kada su nokautirani drugi na uridinu bazirani snRNP, ovaj efekat nije uočen. Stoga, U1 snRNK-pre-mRNK uparivanje baza je pokazalo da štiti pre-mRNK od poliadenilacije, kao i od preuranjenog presecanja. Ova posebna zaštita može se objasniti prekobrojnost U1 snRNK u ćeliji.

## SnRNP i bolesti čoveka
Putem proučavanja malih jedarskih ribonukleoproteina (snRNP) i malih jedarskih (sno)RNP, omogućeno je bolje razumevanje mnogih važnih bolesti.
Spinalna mišićna atrofija: Mutacije gena za opstanak motornih neurona-1 (SMN1) dovode do degeneracije kičmenih motornih neurona i teških poremećaja funkcije mišića. Protein SCG okuplja snRNP Sm-klase, a verovatno i snRNP molekule i druge RNP-ove. Spinalna mišićna atrofija pogađa 1/6.000 osoba i drugi je vodeći uzrok neuromišićne bolesti, nakon Dišenove mišićne distrofije.
Kongenitalna diskeratoza: Mutacije u kompleksu snRNP su takođe zabeležene kao uzrok ove bolesti, retkog sindroma koji se javlja kao nenormalna promena na koži, noktima i membranama sluzokože. Neke ultimatne promene koje izaziva ova bolest uključuju poremećaje koštane srži, kao i kancere. Pokazano je da ovaj sindrom nastaje zbog mutacija višestrukih gena, uključujući diskerin, RNK telomerazu i telomerazu reverzne transkriptaze.
Prader-Vilijev sindrom: Ovaj sindrom pogađa više od 1/12.000 ljudi, a ispoljava se kao ekstremna glad, kognitivni i etološki problemi, loš mišićni tonus i nizak rast. Sindrom je povezan sa uklanjanjem regije očevog hromozoma 15 koji nije izražen na hromozomu majke. Ova regija uključuje moždano specifičnu snRNK čija meta je serotonin-2C receptor iRNK.

## Spoljašnje veze
- Small+Nuclear+RNA на 
- Small+Nucleolar+RNA на 